# ОШ „Душан Радовић” Ниш
ОШ „Душан Радовић” Ниш је најмлађа школа на територији града Ниша.  Садашњи назив школа носи од 1. септембра 2003. године, пре тога носила је назив ОШ „Филип Филиповић“.  Изградња школе почела је 19. маја 1987. године, на територији градске општине Медијана.
Школске 1988/89. године школа је радила као истурено одељење ОШ „Ћеле кула“ са 651 учеником. Као потпуно самостална, под називом ОШ „Филип Филиповић“ почела је са радом 1. септембра 1989. године. Број ученика се из године у годину повећавао, а самим тим и број одељења. Данас се школа може похвалити највећим бројем ученика у Нишу, и једна је од пет највећих школа у Србији, а броји око 1500 ученика распоређених у преко 50 одељења.
Почетком 2003. године почела је изградња велике спортске хале, коју школа користи за наставу физичког васпитања од марта 2004. године. Халу користе и градски клубови за одржавање утакмица, а капацитет хале је 1000 гледалаца. Школски ходници обилују пехарима са спортских такмичења ученика који постижу, генерацијама уназад, изузетне резултате. Зграда школе садржи: учионице, кабинете, учионице за техничко и информатичко  образовање, библиотеку са медијатеком, кабинете за припремање наставника, радне просторије за стручне сараднике, директора и помоћника директора, секретара и референта за правне, кадровске и административне послове, дипломираног економисте за финансијско - рачуноводствене послове и  референта за финансијско - рачуноводствене послове, кухињу са трпезаријом и амбуланту (стоматолог). Школа је организована и ради целодневно у две смене. У старијим разредима се остварује кабинетна настава.
Дан школе је 29. новембар, дан рођења Душана Радовића.
За веома кратко време, свестраним ангажовањем и великим трудом запослених, школа је успела да се сврста у ред узорних школа. Ученици школе одмеравали су знања и постизали резултате на свим нивоима такмичења.
- Културно – просветна заједница је 1992. године доделила школи за изузетне резултате, стваралачко ангажовање и значајан допринос у развоју и унапређењу културног живота и образовно-васпитне делатности награду „Учитељ Таса“.[1]
- Хор осваја, 1994. године,  „Сребрну плакету“ на Савезном такмичењу и „Златну плакету“ на Међународном, а 1998. године, такође, „Златну плакету“ на Републичкој смотри хорова[4].
- У Републичкој акцији „Еко - фест“ школа је добила највише признање „Златна боровница“ 1992. и 1995.године.
- Српска православна црква је 2008. године доделила школи Грамату захвалности.
- Школа је, децембра 2012. године, добила од Министарства просвете, науке и технолошког развоја, а под покровитељством Уницеф-а, плакету „Школа без насиља“[5][6].
- Марта 2013. године, Министарсво омладине и спорта и Спортски савез Србије доделио је  школи повељу за прихватање, подршку и примену принципа Fair play-а.

### Остале награде и признања:
- Јуна 2015. године, Учитељско друштво Ниш додељује Захвалницу школи за помоћ и сарадњу у организацији 15. Међуокружног турнира у фудбалу и 3. Међуокружног турнира између две ватре.
- 2015. године захвалница за учешће и допринос у реализацији пројекта „Знањем и спортом против насиља“ - СТОП НАСИЉУ, Министарство унутрашњих послова - Полицијска управа Ниш[4].
- 2017. године захвалница математичког друштва „Архимедес“ Београд за учешће на математичком такмичењу „Мислиша 2016“ и спровођења такмичења у школи.
- 2017. године школа добија захвалницу Rotaract klub Ниш - Медијана - Rotary Club Partner за пружену подршку током акције „Игром до здравља 2.“[7]
- 2017. године уручена је захвалница Удружења „Млади креативци – Растемо“, Удружење особа са менталним инвалидитетом Ниш за успешну сарадњу и подршку у организацији првог Дечијег феста у Нишу.
- 2017. године школа добија захвалницу Удружења студената технике Европе Ниш за помоћ при реализацији Међународног летњег академског курса „It’s all about DBase“.
- 2018. године уручена је захвалница Rotaract klub Ниш - Медијана - Rotary Club Partner за пружену подршку током акције „Игром до здравља 3“.
- 2018. године добија захвалницу Удружења бугарских наставника разредне наставе и Учитељског друштва Ниш за учешће на Међународном ликовном конкурсу „Ја цртам“ у школској 2017/2018. години.
- 2018. године уручена је  захвалница ПОКРЕТА ТРЕЋЕГ ДОБА НИША за пружену подршку, допринос, поверење и сарадњу у свим активностима.[8]
- 2018. године  Немачка организација за међународну сарадњу (ГИЗ) додељује Похвалницу за допринос и ангажовање на пољу рационалне употребе енергије и унапређења енергетске ефикасности у зградарству.[9]
- 2018. године захвалницу издаје Издавачка кућа „Клет“ за учешће у акцији „Читалачки маратон“.
- 2018. године захвалницу додељује  Друштво математичара Србије за учешће у организацији такмичења „Кенгур без граница“ за 2018. годину и доприносу популаризацији математике.
- 2018. године уручена је Златна плакета Градске општине Медијана за несебичну подршку у организацији манифестације „Игре без граница 2018“.[10]
- 2018. године додељена је Диплома Дечијег културног центра Београд за освојено 3. место на XXIII републичком фестивалу дечјег музичког стваралаштва „Деца композитори“.